# Moehringia bavarica
Moehringia bavarica là loài thực vật có hoa thuộc họ Cẩm chướng. Loài này được (L.) Gren. mô tả khoa học đầu tiên năm 1841.